# Kagu chocholatý

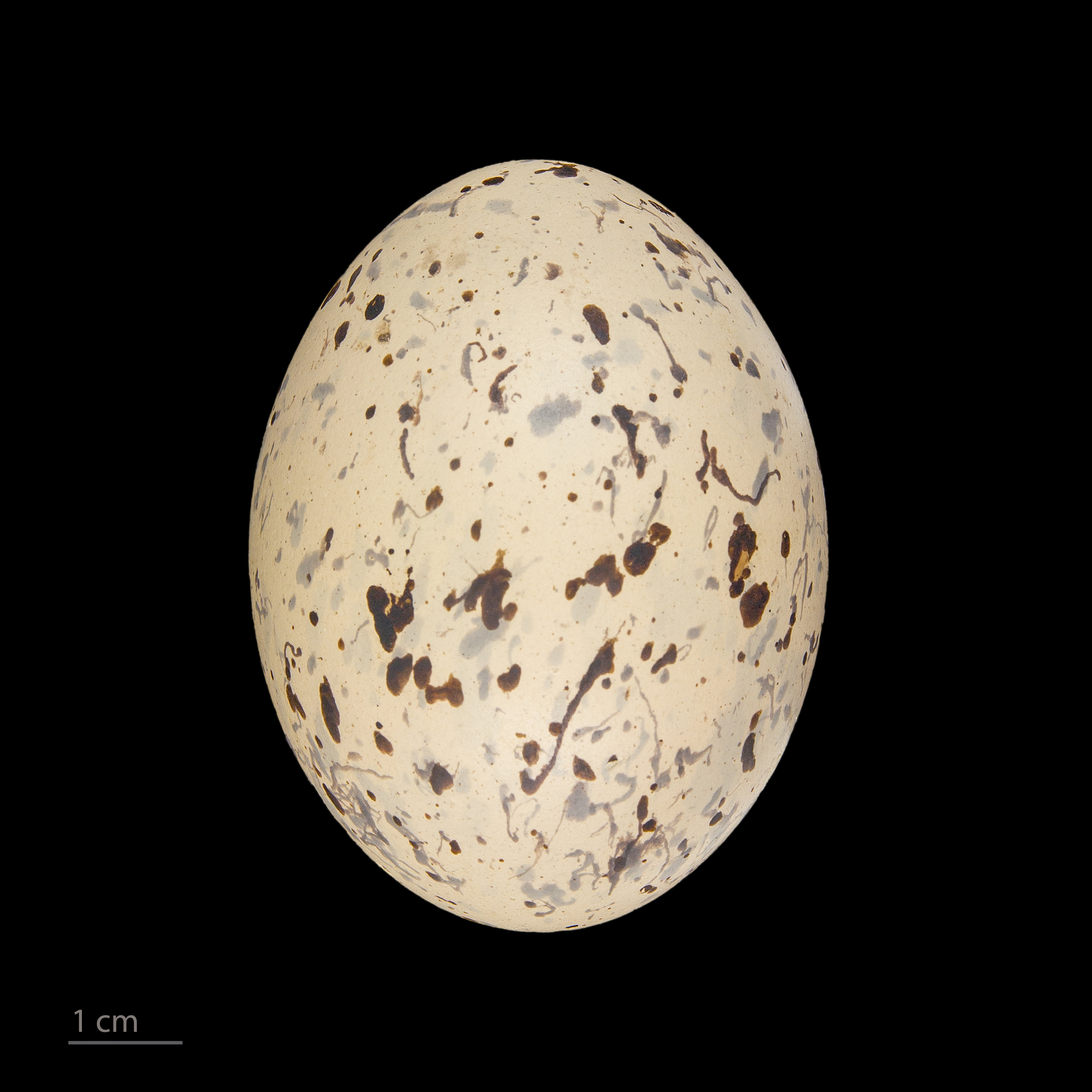
Rhynochetos jubatus

Kagu chocholatý (Rhynochetos jubatus) je endemický pták z Nové Kaledonie, jediný druh rodu kagu z monotypické čeledě kaguovití.

## Výskyt
Výhradním místem výskytu je ostrov Grande Terre, hlavní ostrov Nové Kaledonie, kde se vyskytuje v řadě různých lesních typů, od deštných pralesů po sušší nížinné lesy, včetně vlhčích křovinatých oblastí. Vybírá si pouze místa s dostatkem potravy, byl spatřen v nadmořských výškách od 100 do 1400 m.
Předpokládá se jeho výskyt v počtu asi 850 jedinců, jeho stavy se v poslední době díky ochraně nesnižují. Nejvíce škod na jeho populaci nadělali na ostrov dovezení psi, kočky, prasata a pravděpodobně i krysy. IUCN vyhlásila kagu chocholatého za ohrožený druh. Daří se také odchovy v zoo s cílem návratu do volné přírody.

## Popis
Kagu je nelétavý pták který váží 0,7 až 1,1 kg a měří do 60 cm, vzhledově připomíná nepříbuznou volavku. Na silném načervenalém zobáku jsou umístěné nozdry překryté kožními laloky, které zabraňují vniknutí nečistot při "dloubání" zobákem do měkké půdy, zetlelého listí nebo pod kameny při hledání potravy. U kořene zobáku jsou hmatové vousky. Má velké tmavě červené oči umožňují binokulární vidění v šeru lesního podrostu. Loví také s nasloucháním, kdy stojí nehybně na jedné noze (jako volavka) a naslouchá blížící se kořisti. Samci a samice se vzhledem neodlišují, při zpěvu ale vydávají odlišné zvuky. Na temeni hlavě mu vyrůstá několik prodloužených per směřujících dozadu. Nohy má barvy načervenalé. Jsou to denní ptáci.
Rozpětí křídel činí okolo 77 cm, což je na ptáka který nelétá hodně, má na nich jen slabé svaly. Používá křídel pouze k udržení rovnováhy např. při seskoku s padlého kmene nebo při rychlém pohybu po nerovném terénu. Kagu má shora peří barvy našedle modré a zespodu bílé, což neposkytuje velké maskování, ale vyvinul se na území prostém predátorů. Křídla hrají roli při ochraně mláďat, kdy rozevřením křídel předvádí rodič raněného a odvrací tak pozornost od mláděte, roztažením také vyniknou tmavé proužky které mohou překvapit potenciálního nepřítele.

## Potrava
Jsou to vyložení masožravci, za potravu jim jsou larvy, pavouci, žížaly, stonožky, švábi, brouci, plži, červi, ještěrky a nejrůznější hmyz které si vyhledává a vytahuje z humusovité půdy, zetlelého dřeva, zpod spadaného listí nebo pohybující se v jeho dosahu. Z nalezené potravy odděluje nechutné části.

## Rozmnožování
Jsou to monogamní ptáci, kteří se mimo dobu páření a péče o mláďata pohybují samostatně. Páry jsou teritoriální, uvádí se velikost území mezi 10 až 30 ha. V období rozmnožování zpívají společně ranní duety, které trvají do 15 minut, oznamují obsazení teritoria.
Před pářením probíhají obřadní chování včetně vztyčování chocholek na hlavě a roztahování křídel s barevným vzorem. Přirozeně chráněná hnízda si stavějí převážně na zemi pod kořeny stromů, kameny nebo hustými rostlinami. Samice snese 1 světle vejce s hnědými skvrnami o váze 60 až 75 gramu (obdobné velikosti jako slepice) a po dobu inkubace 35 až 40 dnů se o jeho zahřívaní starají oba rodiče. Po vylíhnutí je mládě svým světle hnědým zbarvením dobře zamaskováno. Rodiče ho krmí, někdy za pomoci starších mláďat, asi 14 dnů a pak se již živí samo, částečně je dokrmováno zhruba další 4 měsíce. Dále zůstává ještě nějakou dobu v ochraně rodičů a několik let může zůstávat na jejich území. Rozmnožovat se mohou od 2 až 3 let, v přírodě se dožívají 20 roků.

## Taxonomie
Kagu chocholatý, jediný žijící zástupce svého rodu i čeledě, je podle posledních vědeckých poznatků nejblíže příbuzný se slunatcem nádherným (také jediným reprezentantem svého rodu i čeledě) žijícím v Jižní Americe a s ptákem rodu Aptornis z Nového Zélandu který vyhynul ještě před příchodem Evropanů.

## Chov v zoo
V zoo patří k vzácným chovancům. V Americe byl na počátku roku 2019 chován ve dvou zoo (San Diego, Toledo), v Asii v jedné (Jokohama), o něco více je zastoupen v Evropě (viz dále). Největší populaci v zajetí mají přímo na Nové Kaledonii, odkud tento druh pochází, a to v tamním Parcu zoologique et Forestier v Nouméa.
V lednu 2019 byl dále chován jen v šesti evropských zoo, z toho tří německých (ptačí park Walsrode, Zoo Berlin, Zoo Wuppertal), jedné francouzské a nově ve dvou českých – v Zoo Praha a Zoo Plzeň. V obou případech se jedná o dva samce z ptačího parku v německém Walsrode. V Zoo Praha byl tento druh představen veřejnosti v 30. 3. 2019 při slavnostním zahájení sezony. K vidění jsou ve voliéře představující ptáky oblasti Melanésie. Žijí tak společně se špačky rudookými, majnami žlutolícími a holuby nikobarskými. Tato expozice se nachází v dolní části zoo, mezi pavilonem tučňáků a výběhem tapírů jihoamerických, naproti vstupu do expozičního celku Vodní svět a opičí ostrovy.